# Štěpán Rusňák
Štěpán Rusňák (* 22. března 1978 Nové Město na Moravě) je český podnikatel, cestovatel, kapitán říční plavby a ředitel společnosti Presidential Cruises.

## Životopis
Narodil se v Novém Městě na Moravě 22. března 1978. Vystudoval Gymnázium Vincence Makovského v Novém Městě na Moravě a biologii na Univerzitě Karlově v Praze; studium zakončil získáním titulu PhDr.
Od roku 2001 do roku 2010 pracoval jako výkonný ředitel společnosti První všeobecné člunovací společnosti (dnes Pražské Benátky). Spolupodílel se na obnově pražských přívozů P1, P2, P5 a P6, v roce 2007 se podílel na založení a tvorbě expozice Muzea Karlova mostu a v roce 2009 se podílel na obnovení tradice barokních vodních slavností Navalis. Od roku 2020 se podílí na Prague Sounds – novém festivalu na hladině Vltavy, který je součástí festivalu Struny podzimu.
Od roku 2013 do roku 2017 pracoval jako jednatel společnosti Paroplavba Praha a výkonný ředitel Pražské paroplavební společnosti, s níž spolupracuje i nadále. V roce 2013 byly mimo jiné i z jeho iniciativy prohlášeny parníky Vyšehrad a Vltava kulturními památkami České republiky. a v roce 2017 taktéž zadokolesový remorkér Beskydy. Spolupracoval na tvorbě Koncepce pražských břehů. Zřídil nové malostranské přístaviště Čertovka II. u Muzea Karla Zemana. V roce 2015 se spolupodílel na zřízení přívozu P8 mezi Holešovicemi a Karlínem. V roce 2022 spoluzakládal StreetArtový festival Off the Wall na Kampěs cílem získat prostředky na dlouhodobou ochranu Kampy a přilehlého okolí. Během festivalu vzniklo spontánně nové vzpomínkové místo.

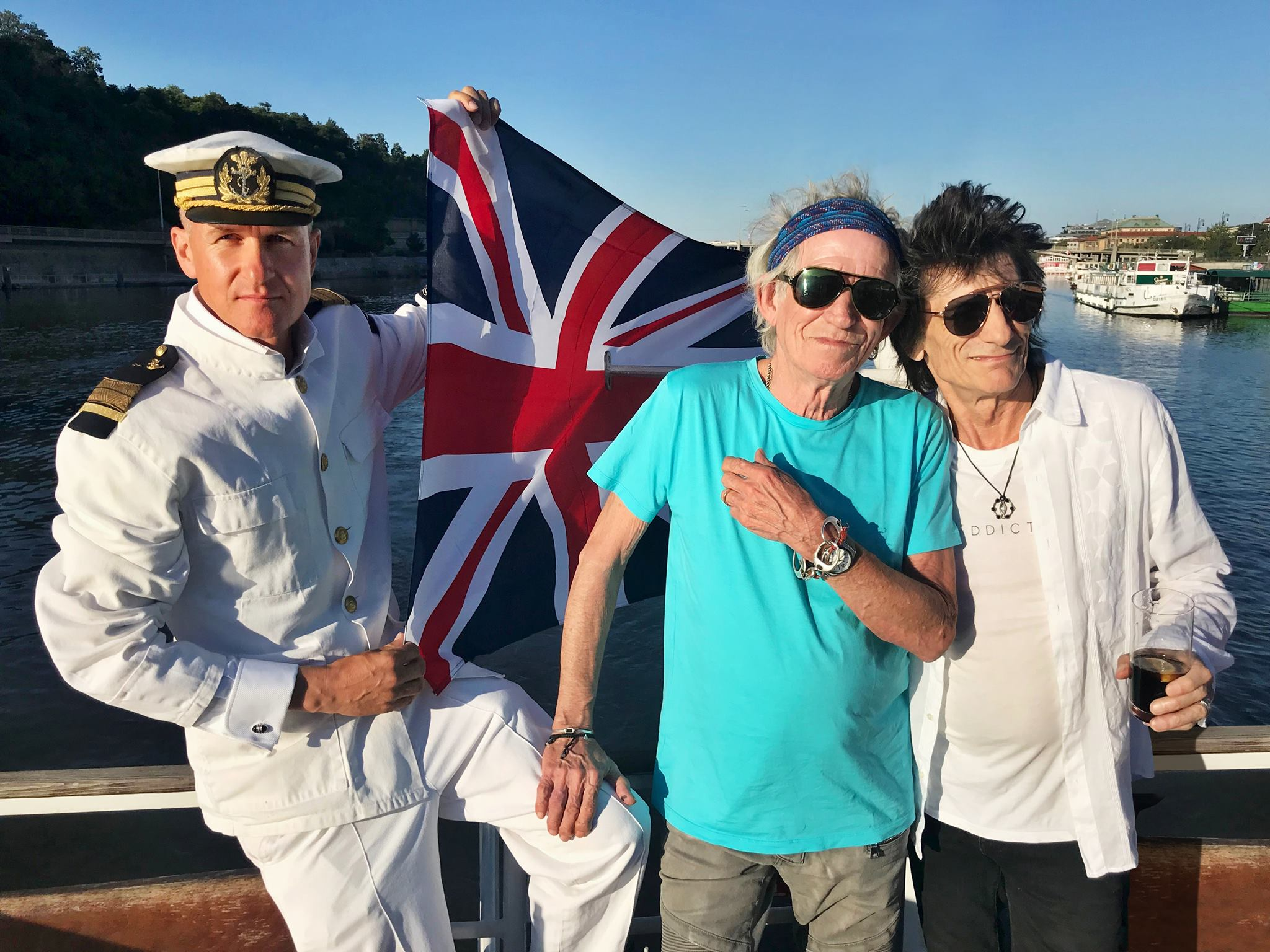
Štěpán Rusňák během plavby s Rolling Stones po Vltavě v Praze v roce 2018

Od roku 2017 je ředitelem lodní společnosti Presidential Cruises,. Jako první postavila svůj lodní park výhradně na elektricky poháněných člunech, čímž omezila hluk v centru Prahy. Časopis Forbes zařadil plavbu se společností mezi 6 mimořádných cestovatelských zážitků ve světě.
Na palubě hostil návštěvy z více než 150 zemí světa, včetně řady prezidentů, diplomatů, vědců, umělců a podnikatelů. Je svobodný a bezdětný.

## Mimopracovní zájmy a spolková činnost
Od roku 1991 je členem Junáka – svazu skautů a skautek České republiky. Od roku 1998 je členem Klubu za starou Prahu. Je členem správní rady pacientské organizace DEBRA ČR, která pomáhá lidem s nemocí motýlích křídel. Je členem redakční rady časopisu "Vodní cesty a plavba" a propagátorem darování krve. 
V rámci studijních cest a přírodovědných expedic po souši i na lodích procestoval více než 80 zemí světa. Byl členem řady expedic zoologického oddělení Moravského zemského muzea do ekvádorské, peruánské a venezuelské Amazonie a na Galapágy i himálajských a karákoramských expedic primátora Pavla Béma na hory K2 a Manáslu. Od roku 2008 je spolutvůrcem pořadu Cestovatelské středy v Národním muzeu s cestovatelem Rudolfem Švaříčkem.
S Pavlem Bémem vydal knihu s názvem K2 – Královna hor, ve které publikoval své fotografie z této cesty. Spolupodílel se na vydání knihy Umění paroplavby po řece Vltavě a uspořádání stejnojmenné výstavy v Národním technickém muzeu. Podílel se také na přípravě knihy Adama Chrousta Stingl Miloslav – Biografie cestovatelské legendy, která v roce 2017 získala cenu Magnesia Litera za nakladatelský čin. S cestovatelem Miloslavem Stinglem spolupracoval dlouhodobě. Na jeho počest uspořádal s 60 českými cestovateli vzpomínkovou jízdu po geograficky nejodlehlejších místech republiky a účastnil se odhalení jeho sochy v rodné Bílině. Je koproducentem nového celovečerního dokumentárního filmu STINGL - Malý velký Okima.
Spolupodílel se na vydání série známek České pošty historické dopravní prostředky s vyobrazením historických parníků  a známky Století cestovatelů Hanzelky a Zikmunda.

## Plovoucí lavička Václava Havla
Od roku 2017 je spojen také s projektem plovoucí lavičky Václava Havla, s umístěním na plovoucím molu pod Alšovým nábřežím na Starém Městě pražském. Kladně se k projektu postavil IPR, Povodí Vltavy a Odbor památkové péče Magistrátu hl. města Prahy, proti jsou někteří pracovníci pražského pracoviště Národního památkového ústavu a část vedení města. Nesouhlas vyjádřil také jeho dlouholetý konkurent převozník Zdeněk Bergman, ředitel společnosti Pražské Benátky.